# نواه دهلمان
نواه دهلمان (بالإنجليزية: Noah Dahlman)‏ مواليد 4 أبريل 1989 في براهام، هو لاعب كرة سلة أمريكي. بدأ مسيرته الاحترافية في سنة 2011. يحمل الرقم 42. يبلغ طوله 6 قدم 7 بوصة (2.0 م). لعب مع إم زد تي سكوبيه من 2011 إلى 2013، ثم لعب مع نادي ليتكابليس لكرة السلة في موسم 2014–2015.

## روابط خارجية
- نواه دهلمان على موقع كرة السلة الأوروبية.كوم (الإنجليزية)
- نواه دهلمان على موقع كلية كرة السلة في سبورتس رفرنس.كوم (الإنجليزية)
- نواه دهلمان على موقع ريلجم (الإنجليزية)
- نواه دهلمان على موقع بروبوليرز (الإنجليزية)